# Maciej Cuske
Maciej Cuske (ur. 28 marca 1972 roku w Bydgoszczy) – polski reżyser, scenarzysta i operator filmów dokumentalnych.

## Wykształcenie
W 2005 roku Cuske ukończył kurs dokumentalny w Szkole Wajdy.

## Filmy
Jego pierwszym amatorskim filmem była zrealizowana wspólnie z Marcinem Sauterem niezależna fabuła I co wy na to, Gałuszko? (2001). Maciej Cuske jest autorem wielokrotnie nagradzanych dokumentów, wśród których największe sukcesy odnosiły: Kuracja (2004), Antykwariat (2005), Na niebie, na ziemi (2007), III. Pamiętaj, abyś dzień święty święcił (2008). W 2013 roku profesjonalnie zadebiutował filmem fabularnym Stacja Warszawa wyreżyserowanym wspólnie przez pięciu reżyserów.

## Zespół Paladino
W 2005 roku Maciej Cuske założył razem z przyjaciółmi z kursu dokumentalnego w Szkole Wajdy – Marcinem Sauterem, Piotrem Stasikiem i Thierrym Paladino – Zespół Filmowy Paladino. W ramach Zespołu i zainicjowanego przez Instytut Adama Mickiewicza projektu Rosja — Polska. Nowe spojrzenie, Cuske nakręcił Elektryczkę (2005). Z Zespołem Paladino nakręcił też dwa dokumenty z planu filmów Andrzeja Wajdy: Katyń. 60 dni na planie (2007) i Andrzej Wajda. Róbmy zdjęcie! (2008).
W 2014 roku Maciej Cuske jest ekspertem Polskiego Instytutu Sztuki Filmowej.

## Filmografia
- 2019: Wieloryb z Lorino
- 2013: Stacja Warszawa
- 2011: Daleko od miasta
- 2009: Kruzenshtern
- 2008: III. Pamiętaj, abyś dzień święty święcił
- 2008: Andrzej Wajda. Róbmy zdjęcie
- 2007: Katyń. 60 dni na planie
- 2008: Na niebie, na ziemi
- 2006: Ahoj
- 2005: Elektryczka
- 2005: Antykwariat
- 2004: Kuracja
- 2003: Cisza. Sześć ćwiczeń dokumentalnych (ćwiczenie pierwsze)
- 2001: I co wy na to, Gałuszko?